# Gostynin (gemeente)
De gemeente Gostynin is een landgemeente in het Poolse woiwodschap Mazovië, in powiat Gostyniński.
De zetel van de gemeente is in Gostynin.
Op 30 juni 2004 telde de gemeente 11.982 inwoners.

## Oppervlakte gegevens
In 2002 bedroeg de totale oppervlakte van gemeente Gostynin 270,69 km², waarvan:
- agrarisch gebied: 62%
- bossen: 28%

De gemeente beslaat 43,97% van de totale oppervlakte van de powiat.

## Demografie
Stand op 30 juni 2004:
| Omschrijving                   | Totaal | Totaal | Vrouwen | Vrouwen | Mannen | Mannen |
| ------------------------------ | ------ | ------ | ------- | ------- | ------ | ------ |
| eenheid                        | aantal | %      | aantal  | %       | aantal | %      |
| inwoners                       | 11.982 | 100    | 6042    | 50,4    | 5940   | 49,6   |
| bevolkingsdichtheid (inw./km²) | 44,3   | 44,3   | 22,3    | 22,3    | 21,9   | 21,9   |

In 2002 bedroeg het gemiddelde inkomen per inwoner 1095,93 zł.

## Administratieve plaatsen (sołectwo)
Anielin, Baby Dolne-Rybne, Baby Górne-Zieleniec, Belno-Pomorzanki, Białe-Antoninów, Białotarsk, Bierzewice, Bielawy, Bolesławów, Budy Kozickie, Choinek, Dąbrówka, Emilianów, Feliksów, Gaśno, Gorzewo-Marianów Lucieński, Górki Drugie, Gulewo, Halinów, Helenów, Nowa Huta-Zuzinów, Jaworek, Józefków, Kazimierzów, Kiełpieniec, Klusek, Kozice, Krzywie, Legarda, Leśniewice-Lisica, Lucień, Łokietnica, Marianka-Górki Pierwsze, Marianów Sierakowski, Miałkówek-Budy Lucieńskie, Mysłownia Nowa, Nagodów-Rumunki, Niecki, Nowa Jastrzębia, Nowa Wieś, Osiny, Podgórze, Rębów, Rogożewek, Sałki-Lipa-Ruszków, Sieraków, Sierakówek, Skrzany, Sokołów, Solec-Wrząca, Stanisławów Skrzański, Stefanów, Strzałki-Osada, Nowy Zaborów-Huta Zaborowska, Stary Zaborów-Stanisławów, Zwoleń.

## Aangrenzende gemeenten
Baruchowo, Lubień Kujawski, Łanięta, Łąck, Nowy Duninów, Strzelce, Szczawin Kościelny